# Manonichthys jamali
Manonichthys jamali is een straalvinnige vissensoort uit de familie van dwergzeebaarzen (Pseudochromidae). De wetenschappelijke naam van de soort is voor het eerst geldig gepubliceerd in 2007 door Allen & Erdmann.